# قائمة أكبر الشركات التونسية
تضم هذه المقالة قائمة أكبر الشركات التونسية حسب الإيرادات بالدينار التونسي. تقوم سنويا صحيفة ليكونوميست مغريبان بنشر هذا التصنيف.

## تصنيف أكبر الشركات

### 2022
| المركز | الشركة                             | القطاع         | الإيرادات (بالمليار دينار) | الإيرادات (بالمليار دولار) |
| ------ | ---------------------------------- | -------------- | -------------------------- | -------------------------- |
| 1      | الشركة التونسية لصناعات التكرير    | نفط            | 6.2                        | 1.9                        |
| 2      | الشركة التونسية للكهرباء والغاز    | طاقة           | 5.8                        | 1.8                        |
| 3      | المجمع الكيميائي التونسي           | صناعة كيميائية | 3.4                        | 1.0                        |
| 4      | المؤسسة التونسية للأنشطة البترولية | نفط            | 3.1                        | 0.9                        |
| 5      | الشركة الوطنية لتوزيع البترول      | نفط            | 2.7                        | 0.8                        |

## تصنيف أكبر المجموعات

### 2022
| المركز | الشركة              | القطاع                              | الإيرادات (بالمليار دينار) | الإيرادات (بالمليار دولار) |
| ------ | ------------------- | ----------------------------------- | -------------------------- | -------------------------- |
| 1      | مجموعة بولينا       | الصناعات الغذائية                   | 4.9                        | 1.6                        |
| 2      | مجموعة اللومي       | صناعة الإلكترونيات                  | 4.0                        | 1.3                        |
| 3      | مجموعة اتصالات تونس | الاتصالات                           | 3.0                        | 0.9                        |
| 4      | مجموعة البياحي      | الصناعات الغذائية والتوزيع والتمويل | 2.2                        | 0.7                        |
| 5      | مجموعة الشايبي      | الصناعة والخدمات                    | 2.1                        | 0.6                        |

## مقالات ذات صلة
- اقتصاد تونس